# Carl Borromäus Weitzmann

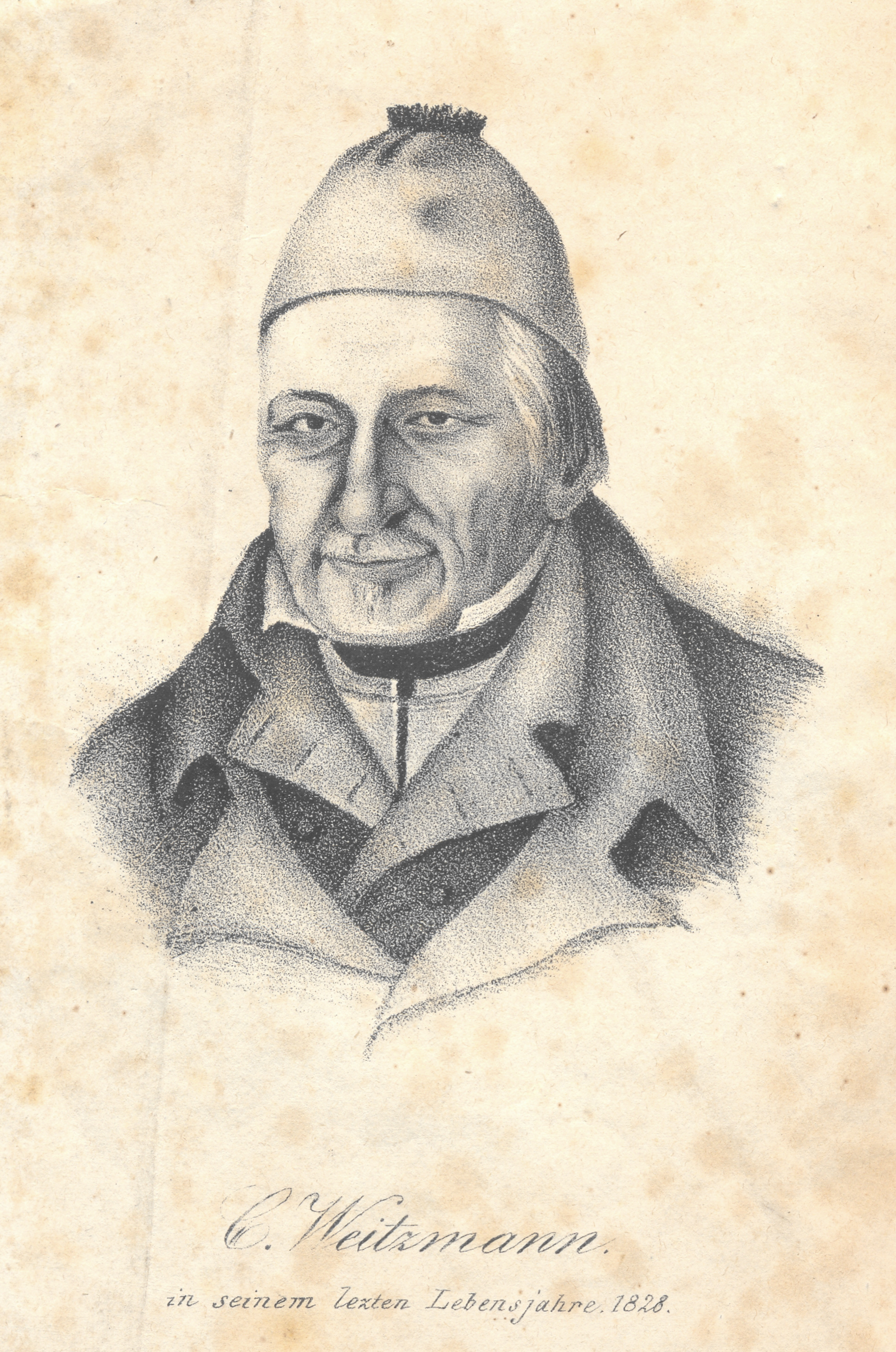
Carl Borromäus Weitzmann in seinem letzten Lebensjahr

Carl Borromäus Weitzmann (* 25. Juni 1767 in Munderkingen; † 30. Mai 1828 in Ehingen an der Donau) war ein deutscher Jurist und schwäbischer Dialektdichter.

## Leben
Weitzmann wurde als Sohn des Regiments-Physikus (und späteren Munderkinger Bürgermeisters) Friedrich Weitzmann aus Magdeburg in Munderkingen geboren. Nach dem Studium der Jurisprudenz in Wien wurde er in Ehingen Sekretär der vorderösterreichischen Landschaft. Nach der Annexion durch Württemberg (1803) arbeitete er als Rechtsanwalt.
Weitzmann war Bruder in der Freimaurerloge Zur wahren Eintracht in Wien und dort eng befreundet mit Aloys Blumauer.  Er war auch Mitglied der Loge Astraea zu den Drey Ulmen (heute Loge Carl zu den Drei Ulmen) in Ulm.
Von seinen Werken gelten nur die im schwäbischen Dialekt geschriebenen als wertvoll. Hermann Fischer spricht in seiner Literaturgeschichte Schwabens den hochdeutschen Beiträgen jeden Wert ab. Auch Weitzmanns derbe schwäbische Gedichte gerieten zunächst in Vergessenheit und wurden erst mit dem Erscheinen der Werkausgabe von Lorenz Locher 1955 wiederentdeckt.
Weitzmann verfasste für Conradin Kreutzer das Opernlibretto Conradin von Schwaben (UA 1812 in Stuttgart).
In Berlin-Moabit existierte zwischen den 1990er und 2010er Jahren die nach ihm benannte schwäbische Kneipe Weitzmann.

## Werke
- Neueste Gedichte - Erster Teil, Ulm (1819).
- Sämmtliche Gedichte in reindeutscher und schwäbischer Mundart, Ludwigsburg (1830). (mehrmals aufgelegt)
- Poetischer Nachlaß, Stuttgart (1853).
- Auserlesene Gedichte, Stuttgart (1854).